# 美国电视网络
美国电视网络（AMGTV） 是一个美国家庭为导向的电视网络，上设有电视节目如戏剧、体育、电影、娱乐、如何狩猎和钓鱼、儿童节目和其他节目。 该网络是美国公司 Access Media Group 所有。
AMGTV 向美国的电视台提供节目，而是一个竞争对手的 Youtoo美洲 Youtoo America和类似网络的竞争对手。 AMGTV还将多个电影包和音乐专辑集合到其附属基地之外的电台。
AMGTV 的主席是 Terry Elaqua。